# Hanwang, Gansu
Hanwang (kinesiska: 汉王) är en köping i nordvästra Kina. Den ligger i stadsdistriktet Wudu i staden Longnan i provinsen Gansu, omkring 320 kilometer söder om provinshuvudstaden Lanzhou. Antalet invånare är 27 674. Befolkningen består av 13 737 kvinnor och 13 937 män. Barn under 15 år utgör 17,0 %, vuxna 15-64 år 74 %, och äldre över 65 år 7,0 %.